# Acanthurus mata
Acanthurus mata és una espècie de peix pertanyent a la família dels acantúrids. Pot arribar a fer 50 cm de llargària màxima. Té nou 9 espines i 24-26 radis tous a l'aleta dorsal i 3 espines i 23-24 radis tous a l'anal. Té escates molt petites. Té franges al cap. És de color marró, incloent-hi les aletes. Menja zooplàncton. És un peix marí, associat als esculls i de clima tropical (23 °C-28 °C; 26°N-24°S, 32°E-143°W) que viu entre 5 i 100 m de fondària (normalment, entre 4 i 45).
Es troba des del mar Roig fins a KwaZulu-Natal (Sud-àfrica), les illes Marqueses, les Tuamotu, el sud del Japó, el sud de la Gran Barrera de Corall i Nova Caledònia.
Es comercialitza fresc.